# Santa Bárbara do Sul
Santa Bárbara do Sul é um município brasileiro do estado do Rio Grande do Sul.

## Geografia
Localiza-se a uma latitude 28º21'30" sul e a uma longitude 53º14'50" oeste, estando a uma altitude de 511 metros.
Possui área de 958,162 quilômetros quadrados e sua população estimada em 2019 era de 7 994 habitantes.